# Если бы не розы (пьеса)
«Е́сли бы не ро́зы» (англ. The Subject Was Roses) — пьеса американского драматурга Фрэнка Д. Гилроя. Мировая премьера состоялась в бродвейском театре «Королевский» 25 мая 1964 года.

## Сюжет
Молодой парень Тимми Клири возвращается домой после участия во Второй мировой войне. Здесь он обнаруживает, что его родители перестали понимать друг друга и регулярно ссорятся. Тимми пытается примирить их, купив букет роз, который отец преподносит матери. Некоторое время в доме царит мир, но когда Нетти узнаёт, что идея с цветами принадлежит не Джону, ссоры возобновляются. Тимми приходит к выводу, что не может наладить отношения между родителями, поэтому решает уехать от них.

## Актёрский состав
| Роль        | Артисты         |
| ----------- | --------------- |
| Джон Клири  | Джек Альбертсон |
| Нетти Клири | Айрин Дейтли    |
| Тимми Клири | Мартин Шин      |

## Постановки
| Город (страна) | Компания                   | Театральная площадка    | Дата открытия | Дата закрытия | Кол-во спектаклей |
| -------------- | -------------------------- | ----------------------- | ------------- | ------------- | ----------------- |
| Нью-Йорк (США) | «The Shubert Organization» | «Королевский» (Бродвей) | 25.05.1964    | 21.05.1966    | 832               |

## Награды и номинации
| Год  | Премия                      | Категория                   | Номинант(ы)                         | Результат |
| ---- | --------------------------- | --------------------------- | ----------------------------------- | --------- |
| 1964 | «Outer Critics Circle»      | Премия Джона Гасснера       | Фрэнк Д. Гилрой                     | Победа    |
| 1965 | «New York Critics' Cicrcle» | Лучшая пьеса                | Фрэнк Д. Гилрой                     | Победа    |
| 1965 | Пулитцеровская премия       | Лучшая драма                | Фрэнк Д. Гилрой                     | Победа    |
| 1965 | «Тони»                      | Лучшая пьеса                | Фрэнк Д. Гилрой и Эдгар Лэнсбери    | Победа    |
| 1965 | «Тони»                      | Лучшая мужская роль в пьесе | Джек Альбертсон за роль Джона Клири | Победа    |
| 1965 | «Тони»                      | Лучшая мужская роль в пьесе | Мартин Шин за роль Тима Клири       | Номинация |
| 1965 | «Тони»                      | Лучшая режиссура            | Улу Гросбард                        | Номинация |
| 1965 | «Тони»                      | Лучший автор пьесы          | Фрэнк Д. Гилрой                     | Номинация |

## Адаптации
В 1968 году в свет вышла одноимённая экранизация пьесы. В картине сыграли те же артисты (кроме Айрин Дейтли; её заменила Патриция Нил), а режиссёром выступил Улу Гросбард.